# 各務原運動場

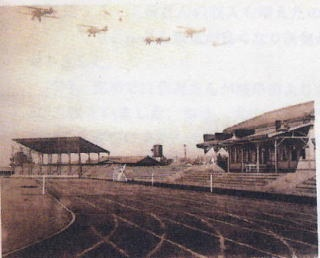
各務原運動場

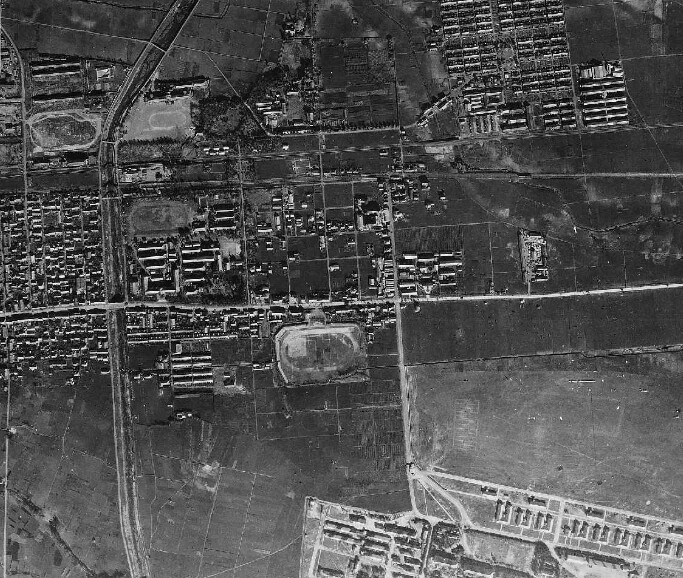
1952年（昭和27年）頃の各務原運動場付近。中央が各務原運動場。

各務原運動場（かかみがはらうんどうじょう）は、現在の岐阜県各務原市に存在した野球場。
各務原球場という場合もある。各務原鉄道（現在の名鉄各務原線）が設置した。
初代と2代目が存在した。ここでは初代（各務原球場）、2代目（各務原運動場）の両方とも記述する。

## 各務原球場
各務原鉄道が1927年（昭和2年）11月3日に開場した野球場。岐阜県で最初の公式野球場といわれている。規模などは不明であるが、簡単なバックネットと若干の設備という簡素な野球場であった。
所在地は稲葉郡鵜沼村（現在の各務原市鵜沼各務原町付近）、苧ヶ瀬駅の東、約100m付近という。後に隣接して各務原競馬場が設置されている。
主に岐阜県の中等学校野球、同志社大学などの大学野球チームにより試合が行なわれたという。
1933年（昭和8年）、各務原運動場の開設により閉鎖される。

## 各務原運動場
岐阜県は岐阜中学校や岐阜市立商業学校によって野球の人気が高まってきた。従来の各務原球場では手狭となってきたため、1933年（昭和8年）6月、稲葉郡那加村に新設した野球場。土地は、那加村から無償貸与された一聯隊前駅付近の村有地約 60000㎡（現在の各務原市那加大門町、那加楠町付近）である。

### 概要
各務原運動場という名のとおり、野球場というよりも総合運動場で、グラウンドはトラックその他の陸上競技ができる設備をもっていた。岐阜県下の中等学校野球大会、神宮競技大会東海予選、東海陸上競技選手権大会などが開催されたという。
野球場としては左翼121m、中堅112.8m、左翼82.3mという歪な形であったという（両翼100m、中堅120mの説もある）。外野スタンドは無く、内野席のみで収容人数は6,000人程度という。
プロ野球の公式戦は1948年（昭和23年）に以下の2試合が行われた。
- 1948年（昭和23年）6月25日：中日ドラゴンズ 1-6 阪急ブレーブス
- 1948年（昭和23年）7月16日：中日ドラゴンズ 8-7 金星スターズ

### 歴史
- 1933年（昭和8年）6月：各務原鉄道により、稲葉郡那加村に開設される。
- 1935年（昭和10年）3月：各務原鉄道が名岐鉄道に合併され、各務原運動場は名岐鉄道の所有となる。
- 1935年（昭和10年）8月：名岐鉄道が名古屋鉄道に合併され、各務原運動場は名古屋鉄道の所有となる。
- 1938年（昭和13年）12月：一聯隊前駅を各務原運動場前駅に改称。
- 1946年（昭和21年）5月：戦時中、麦畑やサツマイモ畑となっていたのを修復し再開。テニスコートやプールの新設も計画される（実現せず）。1948年（昭和23年）までは各務原飛行場駐屯の進駐軍が実質接収する。
- 1948年（昭和23年）：プロ野球公式戦が開催される。
- 1949年（昭和24年）12月：各務原運動場前駅を運動場前駅[1]に改称。
- 1956年（昭和31年）1月：1951年（昭和26年）の契約更新に対し、那加町が名鉄側に約束不履行があるとして紛糾。契約は破棄となり1月31日に閉鎖。現有施設とともに稲葉郡那加町へ返還される。

### 現状
各務原運動場の跡地は現在の那加大東町、那加楠町、那加門前町2丁目にまたがり、中山道と国道21号（那加バイパス）に挟まれている。殆どは住宅地となっており、痕跡は殆ど無い。
各務原運動場の大まかな位置は、南東の端が大東公園、北端が那加桜町交差点、北西がNTT各務原である。各務原運動場の西と南の外郭は各務原市道として痕跡がある。